# Johannes Heinrich Müller

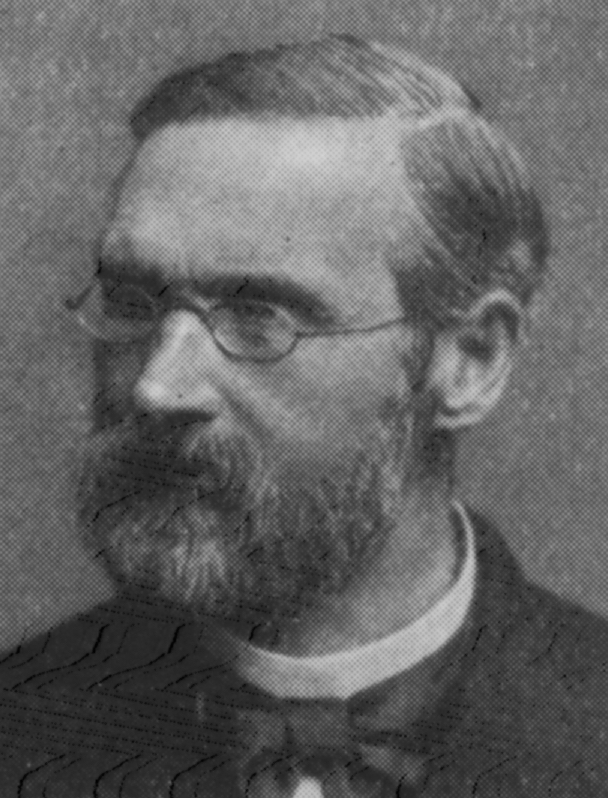
Johannes Heinrich Müller

Johannes Heinrich Müller (auch: Johannes Müller; * 2. Februar 1828 in Hildesheim; † 31. Mai 1886 in Hannover) war ein deutscher Konservator, Denkmalpfleger und Numismatiker. Müller nahm an zahlreichen Grabungen als Archäologe teil und zählte zu den führenden Prähistorikern auf dem Gebiet des heutigen Niedersachsen.

## Leben

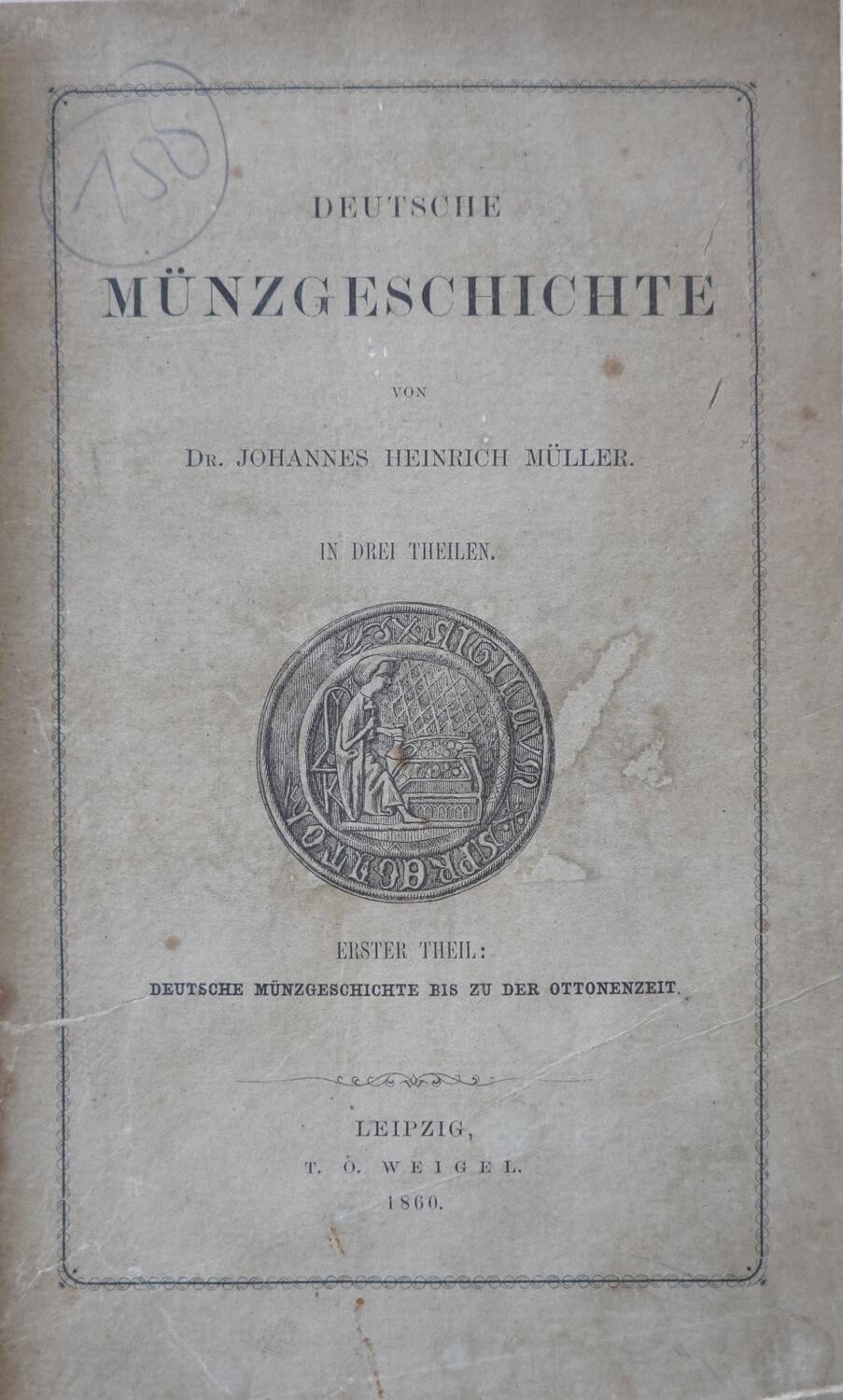
Buchdeckel von Müllers 1860 erschienener Schrift Deutsche Münzgeschichte bis zur Ottonenzeit

Johannes Heinrich Müller besuchte das Gymnasium Josephinum in Hildesheim und studierte ab 1847 Geschichte und Philosophie mit  Schwerpunkt Archäologie und Kunstgeschichte an der Universität Göttingen. 1852 wurde er an der Universität Gießen zum Dr. phil. promoviert, anschließend war er als Hauslehrer beschäftigt. Anfang 1855 übernahm er am Germanischen Nationalmuseum in Nürnberg anfangs die Aufgaben des Ersten Sekretärs, ab 1856 die des Konservators der Altertümersammlung. Im selben Jahr wurde er, gemeinsam mit dem ersten Sekretär des Germanischen Nationalmuseums Johannes Falke,  Herausgeber der ab 1856 erschienenen Zeitschrift für deutsche Kulturgeschichte, in der er auch eigene Beiträge publizierte; die Zeitschrift stellte ihr Erscheinen 1859 wieder ein. 1860 trat Müller der Deutschen Münzen-Gesellschaft bei.
Zum 18. Oktober 1861 wurde Müller durch den Königlich Hannoverschen Oberhofmarschall Ernst von Malortie nach Hannover berufen als Konservator und Sekretär des Welfenmuseums.
Nachdem er 1864 als Kollaborateur vom Historischen Verein für Niedersachsen, der sich für seine Museums-Sammlung dem Welfenmuseum angeschlossen hatte, zum Konservator der hannoverschen Landesaltertümer ernannt wurde, baute er eine damals als hervorragend geltende Sammlung prähistorischer Altertümer auf und wirkte parallel dazu als Assistent am Königlichen Münzkabinett. Am 27. Mai 1865 wurde Müller der Titel eines Studienrats verliehen, wohl als erstem Hannoveraner überhaupt.
Nach der Annexion des Königreichs Hannover durch Preußen 1866 war er weiter für die dortige Denkmalpflege zuständig, nun als „Beauftragter des preußischen Landeskonservators für die Provinz Hannover“. Ab 1869 leitete Müller die Altertumssammlung des nunmehrigen „Provinzialmuseum“ (später Niedersächsisches Landesmuseum Hannover). Ab dem 1. November 1877 oder ab Dezember des Jahres wirkte Müller dazu als Privatdozent, bevor er am 1. April 1879 zum a. o. Professor für allgemeine Kunstgeschichte an der Technischen Hochschule Hannover ernannt wurde.
Zum 1. Dezember 1883 wurde Johannes Heinrich Müller korrespondierendes Mitglied der Gesellschaft der Wissenschaften zu Göttingen. Außerhalb der Fachwelt geriet Müller bald in den Schatten des Prähistorikers Carl Schuchhardt, dessen allzu rasche Schlussfolgerungen nach nur kurzer Freiluftbetätigung sich jedoch mehrfach als Irrtümer entpuppten. Müller aber hat sich „als guter Archäologe [...] durch Grabungen einen Namen gemacht“, über die er vielfach in der Zeitschrift des Historischen Vereins für Niedersachsen berichtete. Müllers „Stellung in der Urgeschichtsforschung ist nicht ganz unbestritten“; doch gab er mit seinem Hauptwerk, seiner posthum erschienenen Schrift Vor- und frühgeschichtliche Altertümer der Provinz Hannover, erstmals „eine wissenschaftlich brauchbare Übersicht über den urgeschichtlichen Denkmalsbestand des ganzen Landes“ heraus.
Nachfolger Müllers als Direktor am heutigen Niedersächsischen Landesmuseum wurde Jacobus Reimers.

## Schriften (Auswahl)
- Deutsche Münzgeschichte. In 3 Theilen. Erster Theil: Deutsche Münzgeschichte bis zur Ottonenzeit, T. O. Weigel, Leipzig 1860 (nur Teil 1 erschienen; Digitalisat auf archive.org, abgerufen am 4. Mai 2023); (Neuausgabe von Manfred Miller, Money-Trend-Verlag, Purkersdorf bei Wien 2012, ISBN 978-3-9503347-0-8; Inhaltsverzeichnis)
- Das Königliche Welfenmuseum zu Hannover im Jahre 1863. Hahn’sche Hofbuchhandlung, Hannover 1864. (Digitalisat auf digitale-sammlungen.de, abgerufen am 4. Mai 2023.)
- Die Reihengräber zu Rosdorf bei Göttingen. Bericht. Hahn’sche Buchhandlung, Hannover 1878. (Digitalisat auf digitale-sammlungen.de, abgerufen am 4. Mai 2023.)

Posthum erschien:
- Vor- und frühgeschichtliche Alterthümer der Provinz Hannover. Hrsg. Jacobus Reimers, Verlag von Theodor Schulze’s Buchhandlung, Hannover 1893. (Digitalisat auf leopard.tu-braunschweig.de, abgerufen am 4. Mai 2023.)

Johannes Heinrich Müller verfasste ferner verschiedene Berichte über archäologische Ausgrabungen in der Zeitschrift des Historischen Vereins für Niedersachsen sowie 1856 und 1877 Beiträge in der Zeitschrift für deutsche Kulturgeschichte.